# Как влюблённый
«Как влюблённый» (яп. ライク・サムワン・イン・ラブ; вариант: Словно кто-то влюблён) — французско-японский художественный фильм-драма Аббаса Киаростами 2012 года.

## Сюжет
Студентка Акико учится в Токио и подрабатывает проституткой. Однажды ночью её отправляют к клиенту Такаси, пожилому бывшему профессору университета, который больше заинтересован в приготовлении ужина, чем в сексе.
На следующее утро Такаси отвозит Акико в вуз на экзамены. Ожидая её в машине, он встречает Нориаки, ревнивого возлюбленного, который принимает Такаси за дедушку Акико и просит его разрешения жениться на девушке. Такаси не соглашается и уверяет его, что он не готов к браку.
После экзамена Акико идёт к Такаси и Нориаки, и они вместе едут в книжный магазин. Во время пути Нориаки обнаруживает проблему с автомобилем и убеждает Такаси отвезти машину в автосервис. Там они встречают одного из бывших учеников Такаси. Акико боится, что он раскроет правду Нориаки.
После ремонта Такаси отвозит Акико в книжный магазин и возвращается домой. Вскоре Акико звонит Такаси и в панике просит его приехать к книжному магазину, чтобы забрать её. Когда Такаси приезжает, он замечает, что рот девушки в крови, но она не говорит ему, почему.
После того как Такаси привозит Акико в свою квартиру, к дому приходит Нориаки, который угрожает им. Такаси смотрит в окно, чтобы увидеть, что делает Нориаки, и в этот момент в окно попадает какой-то предмет, из-за чего Такаси падает на пол.

## В главных ролях
| Актёр        | Роль    |
| ------------ | ------- |
| Рин Таканаси | Акико   |
| Тадаси Окуно | Такаси  |
| Рё Касэ      | Нориаки |
| Дэндэн       | Хироси  |
| Рэйко Мори   | Нагиса  |

## Оценка

#### Критика
Фильм был принят положительно критиками. Так, по данным агрегатора Rotten Tomatoes, «Как влюблённый» получил 83 % положительных отзывов от кинокритиков (на основе 102 рецензий).
На 2020 год фильм занимает 375-е место из 1000 в списке The 21st Century’s Most Acclaimed Films сайта They Shoot Pictures.

#### Награды
| Год  | Фестиваль                            | Номинация                  | Результат | Награждаемый     |
| ---- | ------------------------------------ | -------------------------- | --------- | ---------------- |
| 2012 | Международный кинофестиваль в Чикаго | Лучший иностранный фильм   | Номинация | Аббас Киаростами |
| 2012 | Каннский кинофестиваль 2012          | Золотая пальмовая ветвь    | Номинация | Аббас Киаростами |
| 2013 | 7-я Азиатская кинопремия             | Лучший оператор            | Номинация | Кацуми Ямагисима |
| 2013 | 7-я Азиатская кинопремия             | Лучший режиссёр            | Номинация | Аббас Киаростами |
| 2013 | 7-я Азиатская кинопремия             | Лучший актёр второго плана | Номинация | Рё Касэ          |